# Wernsdorf (Saalburg-Ebersdorf)
Wernsdorf ist der gemessen an der Einwohnerzahl zweitkleinste Ortsteil der Stadt Saalburg-Ebersdorf in Thüringen.

## Geografie
Der Stadtteil Wernsdorf befindet sich etwa drei Kilometer östlich der Kernstadt Saalburg an der Landstraße 2356. Östlich der Ortslage führt die Bundesautobahn 9 am Ort vorbei. Die nächstgelegenen Anschlussstellen sind bei Bad Lobenstein und Schleiz. Wernsdorf liegt auf einer landwirtschaftlich genutzten Hochfläche und gehört topographisch zum Thüringer Schiefergebirge. Das westlich bis zum Ufer der Bleilochtalsperre abfallende Gelände gehört zur Flur des Ortes. Nördlich und südlich sind bewaldete Abhänge, die bis zu den Nebenarmen der Bleilochtalsperre reichen.
Nachbarorte sind südlich Künsdorf, westlich Saalburg, Kulm, Kloster. Danach folgt der Stausee.
Die aus Vierseithöfen aufgebaute Ortslage gruppiert sich um einen kleinen, im Zentrum gelegenen Teich. Am südlichen Ortsrand entspringt ein Quellbach, der über den Triebigsbach in die nahe Bleilochtalsperre mündet.
Der bisher landwirtschaftlich geprägte Ort hat 77 Einwohner (Stand: 1. Januar 2016) auf einer Gesamtfläche von 5,945 km².
Mit der Linie 730 des Verkehrsunternehmens KomBus hat Wernsdorf Anschluss an die Städte Schleiz und Tanna.

## Geschichte
Am 14. Dezember 1401 wurde Wernsdorf urkundlich erstmals erwähnt.
Wernsdorf wurde am 1. Januar 1974 nach Saalburg eingemeindet. Der Ort gehört seit dem 1. Januar 2003 zur Stadt Saalburg-Ebersdorf.